# Manuel Fernandes
Manuel Henrique Tavares Fernandes (Lissabon, 5 februari 1986) is een Portugees voetballer die doorgaans als middenvelder speelt. Fernandes debuteerde in 2005 in het Portugees voetbalelftal.

## Clubvoetbal
Manuel Fernandes speelde als jeugdvoetballer in de opleiding van SL Benfica en in het seizoen 2003/2004 debuteerde hij in het eerste elftal van deze club. Manuel Fernandes was een vaste waarde voor Benfica in het seizoen 2004/2005 toen As Águias voor het eerst in elf jaar weer Portugees landskampioen werden. In het seizoen 2006/2007 speelde de middenvelder op huurbasis voor Portsmouth FC en later Everton FC. In augustus 2007 werd Manuel Fernandes gecontracteerd door Valencia CF.
In december 2010 werd hij verhuurd aan Beşiktaş JK met een optie om hem voor 2,5 miljoen euro te kopen. In juni 2014 werd hij transfervrij overgenomen door Lokomotiv Moskou. In het seizoen 2019/20 kwam hij uit voor FK Krasnodar. In oktober 2020 vervolgde hij andermaal zijn pad naar Turkije met bestemming Kayserispor. Vanaf februari 2022 verdedigt hij de kleuren van Apollon Smyrnis.

## Nationaal elftal
Manuel Fernandes maakte zijn debuut voor het Portugees nationaal elftal op 9 februari 2005 in een oefeninterland tegen Ierland. In het duel op Lansdowne Road in Dublin verving hij sterspeler Cristiano Ronaldo na zeventig minuten. Portugal verloor de wedstrijd met 1-0 door een treffer van Andy O'Brien. Een maand later maakte Manuel Fernandes tegen Canada zijn eerste interlanddoelpunt. In 2006 en 2007 nam de middenvelder deel aan het Europees kampioenschap Onder-21.
1 Patrício ·
2 Alves ·
3 Pepe ·
4 M. Fernandes ·
5 Guerreiro ·
6 Fonte ·
7 Ronaldo  ·
8 Moutinho ·
9 A. Silva ·
10 João Mário ·
11 B. Silva ·
12 Lopes ·
13 Dias ·
14 Carvalho ·
15 Ricardo ·
16 B. Fernandes ·
17 Guedes ·
18 Gelson ·
19 Rui ·
20 Quaresma ·
21 Cédric ·
22 Beto ·
23 Adrien ·
Coach: Santos